# ドラマ10
『ドラマ10』（ドラマテン）は、NHK総合テレビで1989年4月 - 1990年9月（第1期）、2010年3月 - （第2期）の22時台に放送されている連続ドラマ枠。

## 概要
主に女性層を中心に「話題性あるテーマと高品質のエンターテインメント」をテーマにした作品を制作している。かつて1989年から1990年にかけて22時台に放送されていたが（1989年度のみ「シリーズドラマ・10」の名称で放送）、その後は1990年10月『ドラマ指定席』に改題し1991年3月まで続いた。
2009年度、ドキュメンタリー番組『プロフェッショナル 仕事の流儀』が一旦終了して空いた同時間帯に「ドラマ8」と「金曜ドラマ」の枠を統合する形で2010年度から再開した。
なお2010年度以後、ドラマ10で放送される番組はレターボックス16:9で放送されている。またNHKの殆どの連続ドラマではデジタル放送のステレオ2（連続テレビ小説、及び視覚障害者を取り上げた作品についてはアナログ副音声も）で視覚障害者に対応するための解説放送が行われる。しかしドラマ10では2010年度（2011年3月）までは実施されていなかったが、2011年度（同4月以後）からデジタルのみステレオ2での解説放送を開始（アナログはステレオ放送のみ）するほか、前週分の再放送を原則火曜0時台（月曜深夜）（2012年度からはこれに月曜午前10時台→2013年度は10時台廃止の代わりに原則月曜16時台も）に放送する。
また、「土曜ドラマ」枠が2010年10月をもって一旦廃止されることから、同年10月以後2011年9月まではゴールデン・プライムアワーにおける唯一の現代劇となっていた。同シリーズは基本的には半クール（5 - 8回程度）の中篇が多いが、年1作品程度は1クール（10回程度）のものもある。2018年度からは、通常の民放の連続ドラマと同じように1クールごとの放送形態になっており、一作品の話数も10回前後となっている（例外として2015年春季、夏季の『美女と男子』は2クールをまたぎ20回放送された）。
また「ドラマ8」「金曜ドラマ」枠のように、年度途中で海外のドラマを挿入するというケースもない（総合テレビにおける海外ドラマの定枠は2010年度から日曜11時台→23時台に存在するため。2014年1月まではこれとは別に木曜未明（水曜深夜）（2011年度まで）→水曜未明（火曜深夜）（2012年度9月以後。4 - 8月までは休止）0時台後半にも海外ドラマ枠があった）。
2011年10月改編から、これとは別に22:55 - 23:25に「よる★ドラ」という30分のドラマ枠も開始され、火曜日は22:00-23:25の85分間は、途中ミニ番組とローカルニュースを挟む形で連続してドラマが2本放送される形式となった。このように連続したドラマ編成は1992年の「金曜ドラマ」枠（時代劇とホームドラマをコンプレックス形式でつづったもの）以来であるが、2012年度4 - 6月期は『よる★ドラ』枠で『タイムスクープハンター』（ドラマドキュメンタリー風教養番組）が入るため、ドラマ枠の連続編成はいったん解消される。
その後2012年9月からは「よる★ドラ」枠が再開されることになったため、ドラマ枠の連続編成が復活したが、2013年4月から「よる★ドラ」枠に『応援ドキュメント 明日はどっちだ』が放送されるため、再びドラマ枠の連続編成ではなくなった。
2012年度から年数作品程度、NHK BSプレミアムの日曜日の連続ドラマ「プレミアムドラマ」枠で放送されたものを再構成したものも放送されている。
また、2013年度は不定期（主に前作品の最終回と新作品の初回の谷間）で随時『LIFE!〜人生に捧げるコント〜』が放送されるため、その週は休止となっていた。なお、3月11日前後の火曜日になると、この枠を利用して東日本大震災を題材としたスペシャルドラマが放送される。
「ドラマ8」や「金曜ドラマ」枠同様、当枠でも外部の番組制作会社との共同制作をとる作品がある。プレミアムドラマ同様在京局系の制作子会社との共同製作ドラマも放送している。詳細は作品一覧を参照。制作会社名の記載がない作品はNHK各放送局、またはグループの番組制作会社であるNHKエンタープライズによる自主制作である。
2010年度からの再開後しばらくは東京以外の地方局の製作はなかったが、2010年10月以後、土曜ドラマの放送が不定期特番に移行してからこの枠でも地方局発のものが放送され、2011年1月 - 2月放送の『フェイク 京都美術事件絵巻』はNHK大阪放送局が東映との共同制作という形で初めて担当した。2011年度（いずれも2012年冬に放送）も大阪局と札幌局がそれぞれ1本製作したが、2012年度（同年春）以後は在京局以外の制作は再びなくなった。しかし、2015年1月からの作品で約3年ぶりに名古屋局制作のドラマが放送され、毎年年度下半期の数作品は大阪（主に10-12月の数回）、名古屋（同1月-3月の数回）が制作を担当することが恒例となりつつあるが、名古屋局は費用対効果上、出演者にわざわざ名古屋のスタジオに来てもらって収録や撮影をするのは非効率であるとして、2022年度から単発などの例外を除いて製作からは撤退したため、これ以後東京製作の作品が、大阪局担当の作品がない場合の下半期でも放送されている。
2016年度の改編により、火曜22時の放送枠から金曜22時の放送枠に移設され、『コントレール〜罪と恋〜』が移設後の第1作目となる。NHKのゴールデン・プライム枠においては「土曜ドラマ」枠共々、1作品につき5-8回程度の中編が多かったが、2018年度以後は民放のドラマと同じように当枠での放送は1クール（10回前後）のものが主体となり、中編のは「土曜ドラマ」枠に事実上移譲している。
2022年度の番組改編で、本枠は6年ぶりに火曜日22:00-22:45の放送となる予定で、直後の22:45-23:00には「若年層ターゲットゾーン」の第1部として16年ぶりにプライム・ネオプライムで復活する夜の帯ドラマ「夜ドラ」枠が開設となるため、ドラマ2本連続編成が復活する。2023年度は、BS再編（2023年12月1日実施）の一環として、地上波総合テレビと同時にBS4Kでも同時放送を実施するほか、7-9月クールでは、若年層ターゲットゾーン23時台枠で『お笑いインスパイアドラマ ラフな生活のススメ』が放送されるため、ドラマ3本連続編成となった。

## 放送時間
※ここでの時間表記は、日本時間とする。
総合テレビ（地上波）
- 1989年 毎週月曜22:00 - 22:50
- 1990年、2010年 毎週火曜22:00 - 22:43
- 2011年 毎週火曜22:00 - 22:43 or 22:48
  - 再放送 次週火曜0:15 - 0:58 or 1:03（月曜深夜　ミッドナイトチャンネル。深夜再放送枠以下同文）
- 2012年 毎週火曜22:00 - 22:43 or 22:48
  - 再放送 次週月曜10:05 - 10:48 or 10:53と、次週火曜0:50 - 1:33 or 1:38（月曜深夜）（ - 8月）→0:25 - 1:08 or 1:13（月曜深夜）（9月 - ）
- 2013年、2014年 毎週火曜22:00 - 22:43 or 22:48
  - 再放送 次週月曜16:05 - 16:48 or 16:53と、次週火曜1:25 - 2:08 or 2:13（月曜深夜）
- 2015年 毎週火曜22:00 - 22:43 or 22:48
  - 再放送 次週火曜0:10 - 0:53 or 0:58（月曜深夜）

基本は43分であるが、2010年度以後は作品により48分枠となるものもある。
再放送のうち、月曜夕方は不定期で休止となる日（国会中継・大相撲中継他による）がある。
- 2016年（ - 3月）毎週火曜22:00 - 22:48
- 2016年（4月 - ）、2017年 毎週金曜22:00 - 22:48
- 2018年 毎週金曜22:00 - 22:44
  - 再放送 次週水曜1:30 - 2:14（火曜深夜）
- 2019年 毎週金曜22:00 - 22:49
  - 再放送 次週水曜1:25 - 2:14（火曜深夜）
- 2020年、2021年 毎週金曜22:00 - 22:44
  - 再放送 次週水曜1:25 - 2:09（火曜深夜）
- 2022年 毎週火曜22:00 - 22:45
  - 再放送 次週火曜15:10 - 15:55
- 2023年 毎週火曜22:00 - 22:45
  - 再放送 金曜0:35 - 1:20（木曜深夜）

BS4K
- 2019年 毎週水曜19:00 - 19:49、再放送 次週水曜9:00 - 9:49
- 2020年 毎週水曜23:15 - 0:00、再放送 金曜22:00 - 22:45
- 2023年 毎週火曜22:00 - 22:45（総合とサイマル放送）、再放送 次週火曜18:15 - 19:00[5]

BSハイビジョン
- 2010年 毎週金曜18:00 - 18:43（地上波より3日遅れ）　作品により18:48まで延長があった

## 放送された作品
特記なしはNHK東京、［B］は大阪、［C］は名古屋の自主制作。◎は関連会社・NHKエンタープライズが制作に関わっている作品。

### 1989年
月曜枠
- 花の降る午後（4月3日 - 5月8日、全6回、原作：宮本輝、主演：岩下志麻）[1]
- 夜の長い叫び（5月15日 - 6月12日、全5回、原作：森瑤子、主演：十朱幸代）[1]
- 他人の関係（6月26日 - 7月17日、全4回、原作：エド・マクベイン、主演：柴田恭兵）[1]
- 鳥の歌（8月28日 - 9月18日、全4回、原作：西木正明、主演：桃井かおり） - ［B］[1]
- 詩城の旅びと（10月9日 - 11月6日、全5回、原作：松本清張、主演：緒形拳）[1]
- 海照らし（11月13日 - 12月4日、全4回、原作：中島丈博、主演：名高達郎）[1]

### 1990年
火曜枠
- 家族物語（1月22日 - 3月5日[注 3]、全5回、原作：瀬戸内晴美、主演：秋吉久美子）- ここまで「シリーズドラマ・10」の名称で放送[1]。
- 真夜中のテニス（4月3日 - 5月8日[注 4]、全5回、原作：田向正健、主演：名取裕子） - ここから「ドラマ10」の名称で放送[6]。
- 熱きまなざし（5月22日 - 6月12日、全4回、原作：冨川元文、主演：十朱幸代） - ［C］[6]
- ビジネスマンの父より息子への30通の手紙（6月26日 - 7月17日、全4回、原作：キングスレイ・ウォード、主演：仲代達矢）[6]
- 旅のはじまり（8月28日 - 9月25日、全5回、原作：黒土三男、主演：萩原健一） - ［B］[6]

### 2010年
- 八日目の蝉（3月30日 - 5月4日、全6回、原作：角田光代、主演：檀れい） - 制作：テレパック[7]
- 離婚同居（5月18日 - 6月15日、全5回、原作：柏屋コッコ、主演：阿部サダヲ） - 制作：テレビマンユニオン
- 天使のわけまえ（7月6日 - 8月3日、全5回、主演：観月ありさ）◎
- 10年先も君に恋して（8月31日 - 10月5日、全6回、主演：上戸彩）
- セカンドバージン（10月12日 - 12月14日、全10回、主演：鈴木京香）

### 2011年
- フェイク 京都美術事件絵巻（1月4日 - 2月8日、全6回、主演：財前直見） - ［B］（今シリーズ初の地方製作）、制作：東映
- 四十九日のレシピ（2月15日 - 3月8日、全4回、原作：伊吹有喜、主演：和久井映見）◎
- マドンナ・ヴェルデ〜娘のために産むこと〜（4月19日[注 5] - 5月24日、全6回、原作：海堂尊、主演：松坂慶子）◎
- 下流の宴（5月31日 - 7月19日、全8回、原作：林真理子、主演：黒木瞳）
- 胡桃の部屋（7月26日 - 8月30日、全6回、原作：向田邦子、主演：松下奈緒）
- ラストマネー -愛の値段-（9月13日 - 10月25日、全7回、主演：伊藤英明） - 制作：ドリマックス・テレビジョン[8]
- カレ、夫、男友達（11月1日 - 12月20日、全8回、原作：江國香織、主演：真木よう子） - 制作：テレパック

### 2012年
- タイトロープの女（1月24日 - 2月28日、全6回、主演：池脇千鶴） - ［B］
- 大地のファンファーレ（3月13日 - 3月20日、全2回、主演：高良健吾） - 制作：NHK札幌[注 6]
- 開拓者たち（4月3日 - 5月8日、全6回、主演：満島ひかり）◎ - 外部制作：テムジン、テレビマンユニオン[注 7]
- はつ恋（5月22日 - 7月17日、全8回、主演：木村佳乃）[9]
- つるかめ助産院〜南の島から〜（8月28日 - 10月16日、全8回、原作：小川糸、主演：仲里依紗） - 制作：テレパック[10]
- シングルマザーズ（10月23日 - 12月18日、全8回、原作：永井愛、主演：沢口靖子）[11]

### 2013年
- いつか陽のあたる場所で（1月8日 - 3月12日、全10回、原作：乃南アサ、主演：上戸彩・飯島直子） - 制作：テレパック[12]
- 第二楽章（4月16日 - 6月11日、全9回、主演：羽田美智子）◎[13]
- 激流〜私を憶えていますか?〜（6月25日 - 8月13日、全8回、原作：柴田よしき、主演：田中麗奈） - 制作：テレパック[14]
- ガラスの家（9月3日 - 10月29日、全9回、主演：井川遥）[15]
- 真夜中のパン屋さん（11月5日 - 12月24日、全8回、原作：大沼紀子、主演：滝沢秀明〈タッキー&翼〉）◎[注 8][16]

### 2014年
- 紙の月（1月7日 - 2月4日、全5回、原作：角田光代、主演：原田知世）◎ - 外部制作：Shin企画[17]
- いつか陽のあたる場所で スペシャル（4月1日、原作：乃南アサ、主演：上戸彩・飯島直子） - 制作：テレパック[18]
- サイレント・プア（4月8日 - 6月3日、全9回、主演：深田恭子）[19]
- ハードナッツ!〜数学girlの恋する事件簿〜（6月24日 - 8月12日、全8回、主演：橋本愛） - 制作：東宝[注 8]
- 聖女（8月19日 - 10月7日、全7回、主演：広末涼子）[20]
- さよなら私（10月14日 - 12月9日、全9回、主演：永作博美）[21]

### 2015年
- 全力離婚相談（1月6日 - 2月17日、全7回、主演：真矢みき） - ［C］[22]
- 美女と男子（4月14日 - 8月25日、全20回、主演：仲間由紀恵）[23]
- デザイナーベイビー - 速水刑事、産休前の難事件 -（9月22日 - 11月10日、全8回、原作：岡井崇、主演：黒木メイサ） - 共同制作・日テレアックスオン
- わたしをみつけて（11月24日 - 12月15日、全4回、原作：中脇初枝 、主演：瀧本美織） - ［B］[24]

### 2016年
火曜枠
- 愛おしくて（1月12日 - 3月1日、全8回、主演：田中麗奈） - ［C］

金曜枠
- コントレール〜罪と恋〜（4月15日 - 6月10日、全8回、主演：石田ゆり子）[4]
- 水族館ガール（6月17日 - 9月2日、全7回、原作：木宮条太郎、主演：松岡茉優・桐谷健太） - 制作：テレパック[25]
- 運命に、似た恋（9月23日 - 11月11日、全8回、主演：原田知世・斎藤工）
- コピーフェイス〜消された私〜（11月18日 - 12月23日、全6回、原作：サンドラ・ブラウン、主演・栗山千明） -  ［B］

### 2017年
- お母さん、娘をやめていいですか?（1月13日 - 3月3日、全8回、主演：波瑠） - ［C］
- ツバキ文具店〜鎌倉代書屋物語〜（4月14日 - 6月2日、全8回、原作：小川糸、主演：多部未華子）
- ブランケット・キャッツ（6月23日 - 8月4日、全7回、原作：重松清、主演：西島秀俊）
- この声をきみに（9月8日[注 9][注 10] - 11月17日、全8回、主演：竹野内豊）
- マチ工場のオンナ（11月24日 - 12月29日、全7回、原作：諏訪貴子、主演：内山理名） - ［C］[26]

### 2018年
- 女子的生活（1月5日 - 1月26日、全4回、原作：坂木司、主演：志尊淳） - ［B］[27]
- デイジー・ラック（4月20日 - 6月22日、全10回、原作：海野つなみ、主演：佐々木希） - 制作：共同テレビ
- 透明なゆりかご（7月20日 - 9月21日、全10回、原作：沖田×華、主演：清原果耶）
- 昭和元禄落語心中（10月12日 - 12月14日、全10回、原作：雲田はるこ、主演：岡田将生） - 制作：テレパック

### 2019年
- トクサツガガガ（1月18日 - 3月1日、全7回、原作：丹羽庭、主演：小芝風花） - ［C］
- ミストレス〜女たちの秘密〜（4月19日 - 6月21日、全10回、主演：長谷川京子）
- これは経費で落ちません!（7月26日 - 9月27日、全10回、原作：青木祐子、主演：多部未華子） - 制作：日テレアックスオン
- ミス・ジコチョー〜天才・天ノ教授の調査ファイル〜（10月18日 - 12月20日、全10回、主演：松雪泰子）

### 2020年
- ハムラアキラ〜世界で最も不運な探偵〜（1月24日 - 3月6日、全7回、原作：若竹七海、主演：シシド・カフカ） - ［C］[28]
- ディア・ペイシェント〜絆のカルテ〜（7月17日[29][注 11] - [32]9月18日、全10回、原作：南杏子、主演：貫地谷しほり）
- タリオ 復讐代行の2人（10月9日 - 11月20日、全7回、主演：浜辺美波・岡田将生）
- 少年寅次郎スペシャル（12月4日・11日、全2回、原作：山田洋次、主演：井上真央）

### 2021年
- ドリームチーム（1月22日 - 3月12日、全8回、主演：山口紗弥加） - ［C］
- 地上波特別版 70才、初めて産みますセブンティウイザン。（4月2日 - 4月16日、全3回、原作：タイム涼介、主演：小日向文世・竹下景子）[注 8]
- 半径5メートル（4月30日 - 6月25日、全9回、主演：芳根京子）
- オリバーな犬、 (Gosh!!) このヤロウ（9月17日 - 10月1日、全3回、主演：池松壮亮）
- 群青領域（10月15日 - 12月24日、全10回、主演：シム・ウンギョン）

### 2022年
金曜枠
- しもべえ（1月7日 - 3月25日、全8回、原作：村田ひろゆき、主演：安田顕）

火曜枠
- 正直不動産（4月5日 - 6月7日、全10回、原作：大谷アキラ・夏原武・水野光博、主演：山下智久）
- プリズム（7月12日 - 9月13日、全9回、主演：杉咲花）
- オリバーな犬、 (Gosh!!) このヤロウ シーズン2（9月20日 - 10月4日、全3回、主演：池松壮亮）
- 拾われた男 LOST MAN FOUND（10月11日 - 12月13日、全10回、原作：松尾諭、主演：仲野太賀）◎ - 外部製作：ウォルト・ディズニー・ジャパン[注 8][注 12]。

### 2023年
- 大奥シーズン1（1月10日 - 3月14日、全10回、原作：よしながふみ）
- 育休刑事（4月18日 - 6月20日、全10回、原作：似鳥鶏、主演：金子大地）
- 悪女について（6月27日 - 7月4日、全2回、原作：有吉佐和子、主演：田中みな実）[注 13]
- 悲熊せれくしょん（7月11日、原作：キューライス、主演：重岡大毅）[注 14]
- しずかちゃんとパパ（7月25日 - 9月12日、全8回、主演：吉岡里帆）[注 8]
- 満天のゴール（9月19日 - 9月26日、全2回、原作：藤岡陽子、主演：桜井ユキ）[注 13]
- 大奥シーズン2（10月3日 - 12月12日、全11回、原作：よしながふみ）

### 2024年
- 正直不動産2（1月9日 - 3月12日、全10回、原作：大谷アキラ・夏原武・水野光博、主演：山下智久）
- 天使の耳〜交通警察の夜（4月2日 - 4月23日、全4回、原作：東野圭吾、主演：小芝風花）[注 13]
- 燕は戻ってこない（4月30日 - 7月2日、全10回、原作：桐野夏生、主演：石橋静河）
- 家族だから愛したんじゃなくて、愛したのが家族だった（7月9日 - 9月24日、全10回、原作：岸田奈美、主演：河合優実）[注 8]
- 宙わたる教室（10月8日 - 12月10日、全10回、原作：伊与原新、主演：窪田正孝）

### 2025年
- 東京サラダボウル（1月7日 - 3月4日、全9回、原作：黒丸、主演：奈緒・松田龍平）
- しあわせは食べて寝て待て（4月1日 - 5月27日、全9回、原作：水凪トリ、主演：桜井ユキ）
- 舟を編む～私、辞書つくります～（6月17日 - 8月19日、全10回、原作：三浦しをん、主演：池田エライザ・野田洋次郎）[注 8]
- ベトナムのひびき（9月2日 - 16日、全3回、主演：濱田岳））[34]
- シバのおきて〜われら犬バカ編集部〜（9月30日 - 11月25日、全9回、原作：片野ゆか、主演：大東駿介）